# Robert Parsons (Jesuit)

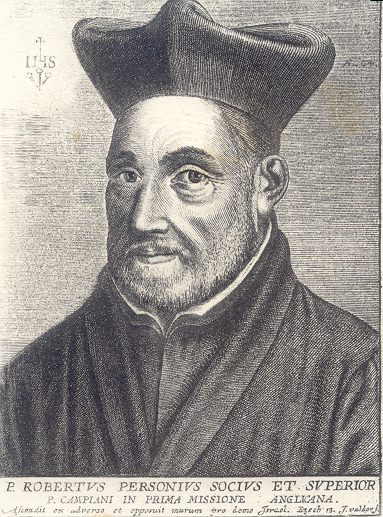
Robert Parsons

Robert Parsons (gelegentlich auch Robert Persons; * 24. Juni 1546 in Nether Stowey, Somerset; † 15. April 1610 in Rom) war ein englischer Jesuit und Politiker.

## Frühe Jahre
Parsons wurde als Sohn eines Schmiedes in der Grafschaft Somerset geboren. Er erhielt seine schulische Ausbildung in Taunton und Stogursey. Anschließend studierte und lehrte Parsons am Balliol College in Oxford. 1575 musste er seine Lehrtätigkeit nach Streitigkeiten über seine Neigung zur katholischen Kirche beenden. Über London reiste er nach Padua, um dort Medizin zu studieren. Bereits drei Jahre später ging Parsons nach Rom und schloss sich am 4. Juli 1575 dem Jesuitenorden an. 1578 folgte seine Weihe zum Priester.

## Auf Mission in England
Am 18. April 1580 begab er sich zusammen mit Edmund Campion auf Mission nach England. Über Reims und Saint-Omer gelangten die beiden Jesuiten nach London. Kurz nach seiner Ankunft in England organisierte Parsons ein Geheimtreffen katholischer Priester in Southwark, um das weitere Vorgehen zu erörtern. Anschließend reiste Parsons als Prediger durch England. Ende 1580 errichtete er in Barking eine katholische Geheimdruckerei. Dort verlegte er seine Schriften A brief discourse containing certain Reasons Why Catholics refuse to go to Church und Confessio fidei. Im Juli 1581 gelang es der Staatsmacht Campion zu verhaften, und Parsons entschloss sich zu fliehen.

## Parsons Flucht und Aufenthalt in Spanien
Am 30. August 1581 erreichte Parsons Rouen, wo er eine Knabenschule gründete. Später wurde die Schule nach St. Omer verlegt, heute befindet sie sich in Stonyhurst. Im Frühjahr 1582 reiste Parsons nach Spanien, um Philipp II. für eine Invasion in England zu gewinnen. Der Erfolg blieb aber aus. Parsons ging nach Reims, wo er von Kardinal William Allen beauftragt wurde eine jesuitische Mission in England vom Festland aus zu planen und zu leiten. 1585 ging er nach Rom, um am englischen Kolleg zu arbeiten. Dort entstand mit Directorium sein geistlich wichtigstes Werk. 1588 wurde Parsons nach Spanien zurückgeschickt, wo er in Valladolid, Sevilla und Madrid Schulen für den Priesternachwuchs errichtete. 1594 veröffentlichte er sein politisch bekanntestes Werk A Conference about the next Succession to the Crown of England, in dem die Thronfolge der spanischen Infantin Isabella befürwortet wird.

## Lord Burghley
Am 18. Oktober 1591 erschien eine wahrscheinlich von Lord Burghley veranlasste „Königliche Proklamation“, die in anklägerischem Ton die „aufwieglerischen Jesuiten und Priesterseminare“ anprangerte. Dagegen entwickelte der im Exil lebende Jesuitenführer Parsons 1592 in seinem „Philopater“ eine polemische Kritik  über die Religionspolitik Lord Burghleys und der Mitglieder des Kronrats (Privy Council). Er argumentierte, dass die Verfolgung der Katholiken auf lächerlichen, atheistischen und scheinheiligen Argumenten basierte. Diese in Lateinisch gehaltene Abhandlung  bildete mit anderen Pamphleten von Parsons (z. B. Conference about the next Sucession 1594/95) und Richard Verstegen eine Einheit über das Dilemma der Katholiken in England.

## Letzte Jahre
1597 kehrte er nach Rom zurück, um bis zu seinem Tode das englische Kolleg zu leiten. Als William Allen starb, ernannte er 1598 George Blackwell zum Erzpriester von England und löste so den Erzpriesterstreit aus. Das Ende der Auseinandersetzung erlebte Robert Parsons nicht mehr. Er starb am 15. April 1610 in Rom und wurde in der Kirche des englischen Kollegs beigesetzt.

## Nachweise
1. ↑  unter dem Pseudonym R. Doleman (); auch Richard Verstegen zugeschrieben
2. ↑  The reign of Elisabeth III (Memento des Originals vom 13. Juni 2010 im Internet Archive)  Info: Der Archivlink wurde automatisch eingesetzt und noch nicht geprüft. Bitte prüfe Original- und Archivlink gemäß Anleitung und entferne dann diesen Hinweis.
3. ↑  A declaration of great Troubles pretended against the Realme by a number of Seminarie Priests  and Jesuits, sent and very secretly dispersed  in the same, to worke great Treason under a false pretence of Religion, with a provision very necessary for remedy thereof
4. ↑  Eine deutsche Auflage der zweiten Auflage des Philopater erschien bereits 1593 in Ingolstadt
5. ↑   R. Verstegen, A Declaration of the True Causes of the Great Troubler, Presupposed to be Intended against the Realme of England (1592)

| Personendaten    | Personendaten                   |
| ---------------- | ------------------------------- |
| NAME             | Parsons, Robert                 |
| ALTERNATIVNAMEN  | Persons, Pobert                 |
| KURZBESCHREIBUNG | englischer Jesuit und Politiker |
| GEBURTSDATUM     | 24. Juni 1546                   |
| GEBURTSORT       | Nether Stowey                   |
| STERBEDATUM      | 15. April 1610                  |
| STERBEORT        | Rom                             |